# Dubovany
Dubovany is een Slowaakse gemeente in de regio Trnava, en maakt deel uit van het district Piešťany.
Dubovany telt 935 inwoners.